# Ulee Tutue (Peukan Baro)
Ulee Tutue is een bestuurslaag in het regentschap Pidie van de provincie Atjeh, Indonesië. Ulee Tutue telt 297 inwoners (volkstelling 2010).